# 小池龍二
小池 龍二（こいけ りょうじ、1898年（明治31年）9月7日 - 1993年（平成5年）8月19日）は、日本の陸軍軍人、実業家。最終階級は陸軍少将。

## 経歴
東京出身。三井鉱山技師・小池政吉の二男として生まれる。
1911年（明治44年）に東京高等師範学校附属小学校（現・筑波大学附属小学校）卒業。仙台陸軍地方幼年学校、中央幼年学校を経て、1919年（大正8年）5月、陸軍士官学校（31期）を卒業。同年12月、歩兵少尉に任官し歩兵第66連隊付となる。1927年（昭和2年）12月、陸軍大学校（39期）を卒業し近衛歩兵第2連隊中隊長に就任。
1928年（昭和3年）12月、教育総監部付勤務となり、教育総監部課員を経て、1932年（昭和7年）7月から1934年（昭和9年）9月までフランスに駐在。1934年8月、歩兵少佐に昇進。同年9月、陸軍習志野学校教官に就任し、教育総監部課員を経て、陸軍省軍務局課員（軍事課）に移り、1937年（昭和12年）8月、歩兵中佐に進級。1938年（昭和13年）1月、秩父宮雍仁親王付武官を兼務。1939年（昭和14年）3月、第1軍参謀となり日中戦争に出征。同年8月、歩兵大佐に進級。同年9月から1940年（昭和15年）12月まで参謀本部課長に在任し、この間の1940年6月、大本営付となり仏印国境監視委員を務めた。1940年9月、大本営参謀兼印度支那派遣軍高級参謀となる。1941年（昭和16年）4月、教育総監部総務部第2課長に就任し太平洋戦争を迎えた。
1943年（昭和18年）8月、陸軍少将に進み習志野学校付となる。1944年（昭和19年）2月、習志野学校長に就任。1945年（昭和20年）2月、教育総監部総務部長に発令され、同年4月、最後の侍従武官に着任し終戦を迎えた。同年12月、予備役に編入。1947年（昭和22年）11月28日、公職追放仮指定を受けた。
戦後、1959年（昭和34年）1月から1969年（昭和44年）7月まで三島製紙専務を務めた。

## 親族
- 従兄 青木喬（陸軍少将）
- 実弟 小池辰雄（ドイツ文学者）